# Adrapsa alsusalis
Adrapsa alsusalis là một loài bướm đêm trong họ Noctuidae.